# Villechantria
Villechantria est une ancienne commune française située dans le département du Jura en région Bourgogne-Franche-Comté.
Le 1er janvier 2017, elle fusionne avec Bourcia, Louvenne et Saint-Julien pour former la commune nouvelle de Val Suran.

## Histoire
La commune de Liconas est réunie à celle de Villechantria en 1821.

## Politique et administration
| Période   | Période   | Identité       | Étiquette | Qualité |
| --------- | --------- | -------------- | --------- | ------- |
| mars 2001 | mars 2008 | Henri Thévenet |           |         |
| mars 2008 | En cours  | Frédéric Bride | DVD       | Artisan |

## Démographie
L'évolution du nombre d'habitants est connue à travers les recensements de la population effectués dans la commune depuis 1793. À partir du 1er janvier 2009, les populations légales des communes sont publiées annuellement dans le cadre d'un recensement qui repose désormais sur une collecte d'information annuelle, concernant successivement tous les territoires communaux au cours d'une période de cinq ans. 
Pour les communes de moins de 10 000 habitants, une enquête de recensement portant sur toute la population est réalisée tous les cinq ans, les populations légales des années intermédiaires étant quant à elles estimées par interpolation ou extrapolation. Pour la commune, le premier recensement exhaustif entrant dans le cadre du nouveau dispositif a été réalisé en 2006,.
En 2015, la commune comptait 119 habitants, en évolution de −4,03 % par rapport à 2010 (Jura : −0,23 %, France hors Mayotte : +2,49 %).
| 1793 | 1800 | 1806 | 1821 | 1831 | 1836 | 1841 | 1846 | 1851 |
| ---- | ---- | ---- | ---- | ---- | ---- | ---- | ---- | ---- |
| 186  | 196  | 163  | 149  | 335  | 339  | 324  | 268  | 313  |

| 1856 | 1861 | 1866 | 1872 | 1876 | 1881 | 1886 | 1891 | 1896 |
| ---- | ---- | ---- | ---- | ---- | ---- | ---- | ---- | ---- |
| 303  | 272  | 265  | 258  | 257  | 254  | 221  | 241  | 228  |

| 1901 | 1906 | 1911 | 1921 | 1926 | 1931 | 1936 | 1946 | 1954 |
| ---- | ---- | ---- | ---- | ---- | ---- | ---- | ---- | ---- |
| 209  | 209  | 186  | 180  | 158  | 156  | 174  | 159  | 129  |

| 1962 | 1968 | 1975 | 1982 | 1990 | 1999 | 2006 | 2011 | 2014 |
| ---- | ---- | ---- | ---- | ---- | ---- | ---- | ---- | ---- |
| 117  | 115  | 108  | 91   | 86   | 112  | 126  | 122  | 119  |

| 2015 | - | - | - | - | - | - | - | - |
| ---- | - | - | - | - | - | - | - | - |
| 119  | - | - | - | - | - | - | - | - |

## Culture et patrimoine

### Lieux et monuments

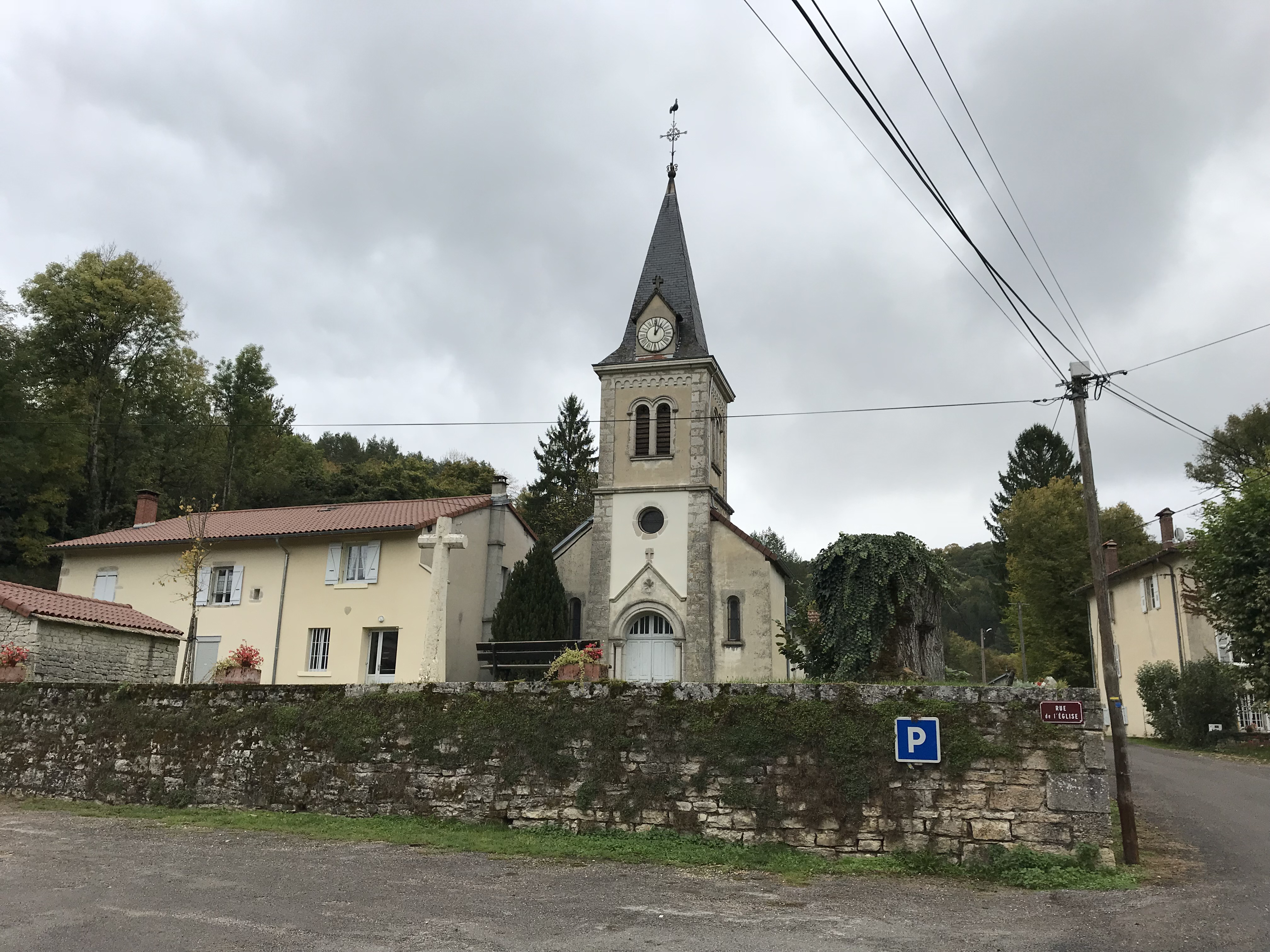
L'église de Villechantria.

- Fontaine-lavoir de Villechantria inscrite au titre des monuments historiques.
- Église Saint-Clair de Villechantria